# Agliate
Agliate is een plaats (frazione) in de Italiaanse gemeente Carate Brianza.

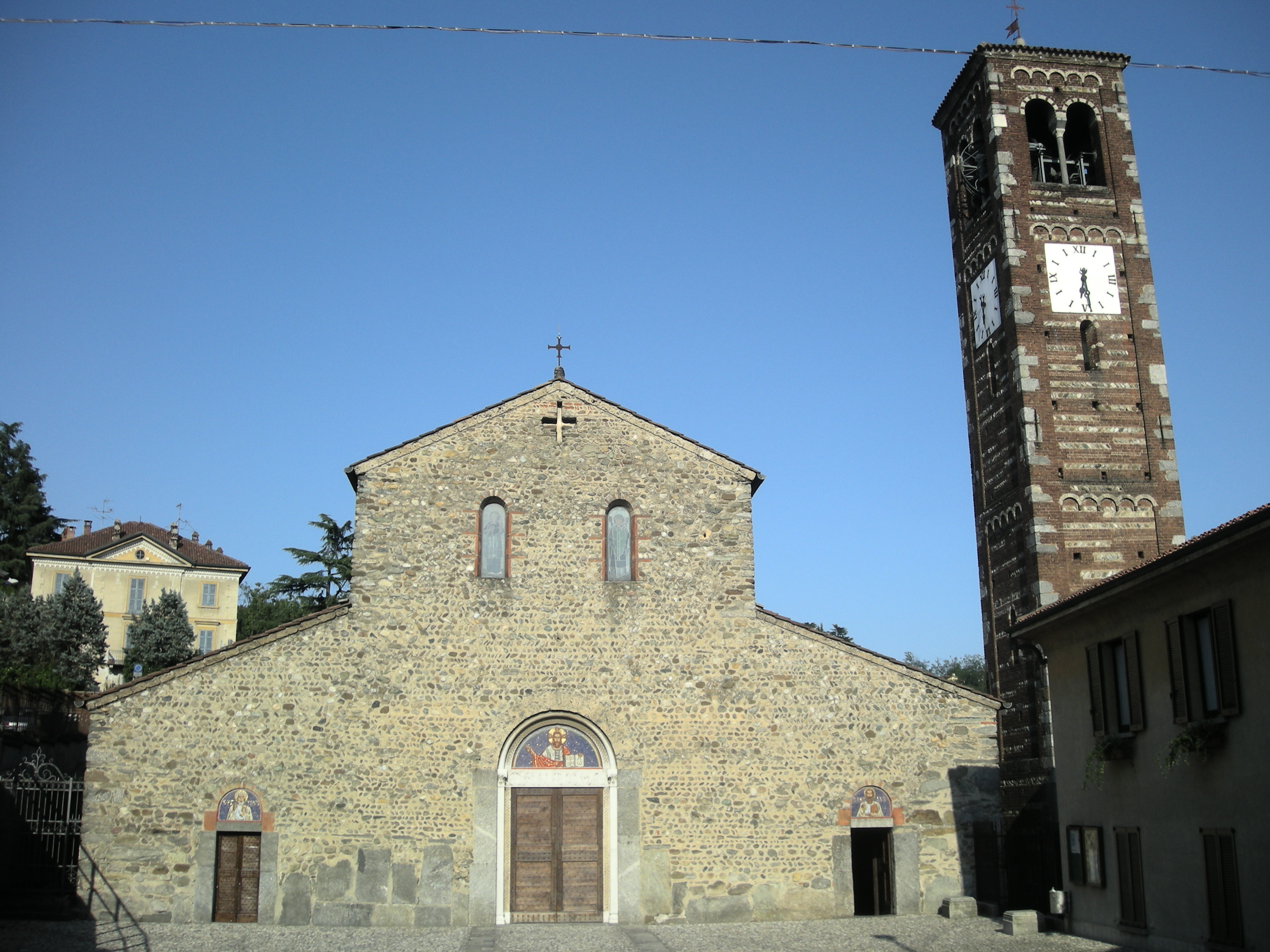
Basilica van de heilige Petrus en Paulus, Agliate